# IFK Ystad
IFK Ystad, bildad 1927, är en idrottsförening från Ystad i Sverige. På programmet finns bland annat fotboll och handboll. Handbollssektionen heter IFK Ystad HK och fotbollssektionen IFK Ystad FK.
Fotbollslaget spelar säsongen 2019 i Division 5.

## Sektioner
IFK Ystad har två sektioner bland annat fotboll och handboll
- Handbollssektionen heter IFK Ystad HK
- Fotbollssektionen heter IFK Ystad FK